# Mitchell Piqué
Mitchell Piqué (ur. 20 listopada 1979 w Amsterdamie) – holenderski piłkarz występujący na pozycji obrońcy.

## Kariera
Piqué profesjonalną karierę rozpoczynał w pierwszoligowym Ajaxie Amsterdam. W jego barwach zadebiutował 15 sierpnia 1999 w wygranym 3-2 meczu z SC Heerenveen. W debiutanckim sezonie 1999/2000 rozegrał dwa spotkania. W następnym przebywał na wypożyczeniu w FC Twente, gdzie wystąpił w dwunastu meczach. Potem powrócił do Ajaxu i sezon 2001/2002 rozpoczął w jego barwach. 13 października 2001 strzelił pierwszego gola w zawodowej karierze. Było to w wygranym 2-0 spotkaniu z RKC Waalwijk. W sumie dla Ajaxu zagrał cztery razy i zdobył jedną bramkę. W styczniu 2002 odszedł z klubu.
Został zawodnikiem drugoligowego HFC Haarlem. Tam grał do końca sezonu, a potem sezonu, a potem przeniósł się do beniaminka ekstraklasy – RBC Roosendaal. Pierwszy występ zanotował tam 16 sierpnia 2002 w zremisowanym 1-1 pojedynku z FC Zwolle. Spędził tam rok, a później przeszedł do drugoligowego TOP Oss. W tym klubie był podstawowym graczem wyjściowej jedenastki. Spędził tam rok. W sumie rozegrał tam 35 spotkań i strzelił trzy gole. Od 2004 roku podpisał kontrakt z innym drugoligowcem – SC Cambuur. Pierwszy mecz zaliczył tam 15 sierpnia 2004 przeciwko FC Volendamowi, przegranym 0-4. Łącznie zagrał tam 55 razy i strzelił dwa gole.
W 2006 roku przeszedł do beniaminka ekstraklasy – Excelsioru Rotterdam. Pierwszy występ zanotował tam 19 sierpnia 2006 meczu z Rodą Kerkrade, przegranym 0-1. W 2008 roku zajął z klubem ostatnie, osiemnaste miejsce w lidze i spadł z nim do drugiej ligi. Wówczas jednak postanowił odejść do ADO Den Haag, grającego w pierwszej lidze. Zadebiutował tam 31 sierpnia 2008 w wygranym 5-2 spotkaniu ze Spartą Rotterdam. W 2011 roku został zawodnikiem Willem II Tilburg.